# Chapelle Saint-Sébastien de Roubion
La chapelle Saint-Sébastien est une chapelle catholique située à Roubion, en France.

## Localisation
La chapelle est située dans le département français des Alpes-Maritimes, sur la commune de Roubion, à l'extérieur du village, à l'arrivée du chemin venant de Beuil, pour protéger le village contre la peste et autres épidémies.

## Historique
Modeste chapelle à nef unique voûtée en berceau brisé et chevet plat, elle est classée au titre des monuments historiques pour son décor de peintures murales sur le thème de saint Sébastien dans un style populaire « naïf » réalisées en 1513 par un artiste itinérant inconnu.
Sur les parties inférieures des murs latéraux, on peut voir du côté gauche « les Vices » et de l'autre la « cavalcade des Vertus ». À l'extrémité gauche du panneau des « Vertus » a été peint un prêtre agenouillé tenant un livre ; c'est le fondateur de la chapelle qui peut être suivant les sources, Erige Lubonis, qui a desservi la chapelle entre 1513 et 1518, ou Ludovic Serre.
L'édifice est classé au titre des monuments historiques le 16 mars 1948.